# MINURCA Medaille
De MINURCA Medaille is een van de Medailles voor Vredesmissies van de Verenigde Naties.
MINURCA is de afkorting voor de "United Nations Verification Mission in the Central African Republic", de vredesoperaties in de Centraal-Afrikaanse Republiek. Nederlandse deelnemers kwamen in aanmerking voor de Herinneringsmedaille VN-Vredesoperaties. De secretaris-generaal van de Verenigde Naties kende de deelnemende militairen en politieagenten de MINURCA Medaille toe. Zij kregen de bronzen medaille aan een veelkleurig lint met de nationale kleuren en een brede baan in het lichte blauw van de vlag van de Verenigde Naties.